# 小沢有作
小沢 有作（おざわ ゆうさく、1932年10月27日 - 2001年8月12日）は、日本の教育学者、東京都立大学 (1949-2011)名誉教授。
東京大学教育学部教育行政学科卒。同大学院博士課程満期退学。日本朝鮮研究所所員を経て、1967年に東京都立大学助手。1968年、「民族教育論」で東大教育学博士。1969年、助教授を経て、1982年に教授。1996年定年退官、名誉教授。在日朝鮮人教育の問題を追究した。
2001年8月12日、急性心筋梗塞のため死去。

## 著書
- 民族教育論 明治図書出版、1967
- 在日朝鮮人教育論. 歴史篇 亜紀書房 1973. 亜紀・現代史叢書
- 部落解放教育論 近代学校を問いなおす 社会評論社、1982.10
- 小沢有作教育論集 共生の教育へ 1 (物知り教育から解放教育へ)  明石書店、1994.12

## 共編著
- 民族教育 日韓条約と在日朝鮮人の教育問題 藤島宇内共著 1966. 青木新書
- 民族解放の教育学 編. 亜紀書房 1975. A.A.LA教育・文化叢書
- 近代民衆の記録 10 在日朝鮮人　新人物往来社、1978.12
- 日本語学級の子どもたち 引揚げの子どもが出会う<日本> 編. 社会評論社、1983.8
- 小さなテツガクシャたち 杉本治君・尾山奈々さんの自死から学ぶ 山本哲士編. 新曜社, 1986.7
- 識字をとおして人びとはつながる かながわ識字国際フォーラムの記録 編. 明石書店, 1991.12
- 共生を目指す 人として生きる権利を求めて 編 日本図書センター、1999.4. 写真・絵画集成日本の福祉

## 翻訳
- 被抑圧者の教育学 パウロ・フレイレ 楠原彰・柿沼秀雄・伊藤周共訳 亜紀書房 1979.5. A.A.LA教育・文化叢書

## 参考
- 小沢有作先生を送る(小沢有作教授退職記念) - 人文学報（東京都立大学）. 教育学 31、 1-2, 1996-03-10